# پالیکیر
پالیکیر پایتخت کشور ایالات فدرال میکرونزی است. این شهر در منطقه شهرداری سوکس در شمال باختر آبخوست پوناپی قرار دارد. پوناپی یک آبخوست آتشفشانی است که یک آب‌سنگ مرجانی آن را احاطه کرده‌است.

## تاریخچه
پوناپی در گذشته توسط روسای قبیله‌های محلی اداره می‌شد. بنابراین در آن دوره، تنها یک روستای بسیار کوچک بود. نخستین اروپایی‌های وارده شده به پالیکیر، اسپانیایی‌ها و پرتغالی‌ها در سده ۱۵ (میلادی) بودند. اما تا سال ۱۸۸۶ که اسپانیایی‌ها آن را به عنوان مستعمره خود اعلام کنند هیچ کشور دیگری در آن اعلام مستعمره نکرد. در سال ۱۸۹۸ پس از شکست پادشاهی اسپانیا از ایالات متحده آمریکا در جنگ آمریکا و اسپانیا، امپراتوری استعماری آلمان پوناپی را از اسپانیا خرید. در هنگام جنگ جهانی اول، امپراتوری استعماری ژاپن کنترل میکرونزی را به دست گرفت. در هنگام جنگ جهانی دوم ژاپنی‌ها یک باند فرود در نزدیکی کولونیا ساختند. در نتیجه جنگ، آمریکایی‌ها بر میکرونزی مسلط شدند. در سال ۱۹۷۹ ایالات فدرال میکرونزی از آمریکا مستقل شد. دولت کشور ایالات فدرال میکرونزی تصمیم گرفت که پالیکیر را به عنوان پایتخت برگزیند. برای این کار، آمریکا ۱۵ میلیون دلار آمریکا برای توسعه شهر کمک کرد. در سال ۱۹۸۹ پالیکیر به عنوان پایتخت رسمی ایالات فدرال میکرونزی اعلام شد. با وجود همه تأسیسات دولتی موجود، جمعیت شهر پالیکیر تنها ۴,۶۴۵ نفر است.

## جغرافیا
پالیکیر در شمال باختر آبخوست پوناپی (با نام پیشین «پوناپه») قرار دارد. زمین‌شناسی آن از کوه‌های بلند تا آب‌سنگ حلقوی کم بلندا تنوع دارد. پوناپی بزرگترین، بلندترین، پُرباران‌ترین، و دیدنی‌ترین آبخوست ایالات فدرال میکرونزی است. پالیکیر در ۸ کیلومتر (۵٫۰ مایل) جنوب باختر کولونیا قرار دارد. آب‌سنگ‌های زیرِ آب در همه کناره آبخوست پوناپی دیده می‌شوند. ۹ کیلومتر (۵٫۶ مایل) جنوب غرب پالیکیر، کوه نانلائود بلندترین نقطه کشور ایالات فدرال میکرونزی ۷۸۲ متر (۲٬۵۶۶ فوت) است. پالیکیر توسط یک جنگل پُر درخت احاطه شده‌است. این شهر از سال ۱۹۸۹ پایتخت ایالات فدرال میکرونزی است.

## سیاست
ایالات فدرال میکرونزی در ماه مه ۱۹۷۹ استقلال خود را از ایالات متحده آمریکا به صورت یک دولت وابسته بدست آورد. دولت این کشور یک فدراسیون جمهوری پارلمانی با سامانه دموکراسی غیرحزبی است.

## آموزش و پرورش
وزارت آموزش و پرورش ایالت پوناپی مدرسه‌های دولتی زیر را اداره می‌کند:
- دبستان پالیکیر[۱۱]

دبیرستان بیلی اولتر (با نام «پیشین مدرسه مرکزی جزیره پوناپی» و «مدرسه مرکزی جزایر اقیانوس») در کولونیا از کولونیا، نت، سوکس، و یو، دانش‌آموز می‌پذیرد.

## آب و هوا
بر پایه سامانه طبقه‌بندی اقلیمی کوپن پوناپی اقلیم جنگل‌های بارانی دارد. مانند دیگر مناطق مشابه در جهان، دمای هوا در طول سال تغییر کمی دارد و میانگین آن ۲۷ درجه سلسیوس (۸۱ درجه فارنهایت) است. میان بارش سالانه بسیار زیاد و نزدیک به ۴٬۸۰۰ میلیمتر (۱۹۰ اینچ) در سال است.
| داده‌های اقلیم پالیکیر   | داده‌های اقلیم پالیکیر | داده‌های اقلیم پالیکیر | داده‌های اقلیم پالیکیر | داده‌های اقلیم پالیکیر | داده‌های اقلیم پالیکیر | داده‌های اقلیم پالیکیر | داده‌های اقلیم پالیکیر | داده‌های اقلیم پالیکیر | داده‌های اقلیم پالیکیر | داده‌های اقلیم پالیکیر | داده‌های اقلیم پالیکیر | داده‌های اقلیم پالیکیر | داده‌های اقلیم پالیکیر |
| ماه                     | ژانویه                | فوریه                 | مارس                  | آوریل                 | مه                    | ژوئن                  | ژوئیه                 | اوت                   | سپتامبر               | اکتبر                 | نوامبر                | دسامبر                | سال                   |
| ----------------------- | --------------------- | --------------------- | --------------------- | --------------------- | --------------------- | --------------------- | --------------------- | --------------------- | --------------------- | --------------------- | --------------------- | --------------------- | --------------------- |
| میانگین بیش‌ترین °C (°F) | ۳۰ (۸۶)               | ۳۰ (۸۶)               | ۳۱ (۸۷)               | ۳۱ (۸۷)               | ۳۱ (۸۷)               | ۳۱ (۸۷)               | ۳۱ (۸۸)               | ۳۱ (۸۸)               | ۳۱ (۸۸)               | ۳۱ (۸۸)               | ۳۱ (۸۸)               | ۳۱ (۸۷)               | ۳۱ (۸۷)               |
| میانگین کم‌ترین °C (°F)  | ۲۴ (۷۵)               | ۲۴ (۷۶)               | ۲۴ (۷۵)               | ۲۴ (۷۵)               | ۲۴ (۷۵)               | ۲۳ (۷۴)               | ۲۳ (۷۳)               | ۲۳ (۷۳)               | ۲۳ (۷۳)               | ۲۳ (۷۳)               | ۲۳ (۷۳)               | ۲۴ (۷۵)               | ۲۳ (۷۴)               |
| بارندگی میلی‌متر (اینچ)  | ۳۰۰ (۱۱٫۸۱)           | ۲۶۴ (۱۰٫۳۹)           | ۳۶۱ (۱۴٫۲۱)           | ۴۴۷ (۱۷٫۶)            | ۴۹۳ (۱۹٫۴۱)           | ۴۳۴ (۱۷٫۰۹)           | ۴۴۵ (۱۷٫۵۲)           | ۴۲۲ (۱۶٫۶۱)           | ۴۱۰ (۱۶٫۱۴)           | ۴۱۱ (۱۶٫۱۸)           | ۴۰۱ (۱۵٫۷۹)           | ۴۱۰ (۱۶٫۱۴)           | ۴٬۷۹۸ (۱۸۸٫۸۹)        |
| منبع: Weatherbase       |                       |                       |                       |                       |                       |                       |                       |                       |                       |                       |                       |                       |                       |

## جمعیت‌شناسی
ملیت مردم پالیکیر، میکرونزیایی و اصل نژادی آن‌ها چوکیایی، کوسرائیایی، پوناپیایی، و یاپیایی است. زبان انگلیسی زبان رایج و رسمی است. اگرچه هر یک از آبخوست‌ها زبان محلی خود مانند تروکی (زبان چوکی‌ای)، پوناپیایی، یاپیایی و کوسرائیایی را دارند. ٪۹۶ مردم دین مسیحیت و بیش از ٪۵۰ آن‌ها مذهب کاتولیک رومی دارند. از دید جهانی، شهر پالیکیر ٪۳۰ سخت (hardship؟؟؟) است.

## اقتصاد
اقتصاد پالیکیر در منابع اقتصادی ایالات فدرال میکرونزی شامل ۶۰۰ آبخوست، آبخوست خرد و آب‌سنگ حلقوی بازتاب پیدا می‌کند. اقتصاد آبخوست، وابسته به کشاورزی و ماهی‌گیری (به همراه فراوری ماهی و آبزی‌پروری) است. کشاورزی گرمسیری و محصولات گیاهی مانند مغز نارگیل، درخت نان، تارو، پوپل، سیب‌زمینی شیرین، مانیوک، میوه‌های گرمسیری، و سبزی، کاکائو، و برنج از محصولات آبخوست هستند. پرورش چهارپایان نیز مانند خوک، ماکیان وجود دارد. محصولاتی مانند ماهی، موز، فلفل سیاه، و پوشاک به ژاپن فرستاده می‌شوند. محصولات وارداتی، خوراک، کالاهای صنعتی، ماشین‌آلات، تجهیزات، و نوشیدنی هستند.
اگرچه ایالات فدرال میکرونزی کشوری مستقل است اما بر پایه پیمان اتحادیه آزاد به پشتیبانی آمریکا نیاز دارد. در سال ۲۰۱۲ نرخ تورم در این کشور ٪۲ بود. در مقایسه با دیگر نقاط جهان، هزینه زندگی برای کالاهای وارداتی در پالیکیر بسیار بالا است.